# Голдин, Владислав Иванович
Владисла́в Ива́нович Голдин (род. 17 августа 1951 года, Архангельск) — российский историк, профессор Северного (Арктического) федерального университета имени М. В. Ломоносова, доктор исторических наук (1993), профессор, заслуженный деятель науки Российской Федерации (2010).

## Биография
В 1968 году окончил среднюю общеобразовательную школу № 6 г. Архангельска, в 1973 году — историко-филологический факультет Архангельского государственного педагогического института имени М. В. Ломоносова. В 1973—1975 годах — учитель истории и английского языка, заместитель директора в Волошевской средней школе Плесецкого района Архангельской области. В 1975—1976 годах служил в советской армии.
В 1979 году окончил аспирантуру Ленинградского государственного педагогического института имени А. И. Герцена, ученик профессора В. С. Волкова. В 1980 году защитил диссертацию на соискание ученой степени кандидата исторических наук («Деятельность Коммунистической партии по повышению роли Ленинского комсомола в подготовке кадров социалистической интеллигенции в СССР: 1928—1937 гг.»). В 1979—1981 годах — сотрудник, в 1981—1985 — декан историко-филологического, 1985—1989 и 1992—1992 — исторического факультетов в Архангельском государственном педагогическом институте имени М. В. Ломоносова.
В 1989 году поступил в докторантуру Московского государственного университета имени М. В. Ломоносова. В 1993 году защитил диссертацию на соискание ученой степени доктора исторических наук на тему: «Интервенция и антибольшевистское движение на Севере России. 1918—1920».
В 1994 году назначен проректором по научной работе Поморского государственного университета имени М. В. Ломоносова в Архангельске и занимал эту должность в течение 17 лет.
В 2008 году стал одним из инициаторов образования Северного (Арктического) федерального университета (САФУ) в Архангельске, являлся членом рабочей группы по его созданию. После вхождения Поморского университета в состав САФУ в 2011 году стал работать профессором кафедры регионоведения и международных отношений. С октября 2015 г. — главный научный сотрудник, научный руководитель института социально-гуманитарных и политических наук и по совместительству — профессор кафедры регионоведения, международных отношений и политологии.
Главными направлениями научных исследований В. И. Голдина являются история Гражданской войны в России, история Русского военного Зарубежья, история международных отношений, регионоведение, науковедение. В 2012 году избран президентом Ассоциации исследователей Гражданской войны в России. Является членом бюро Научного совета РАН по истории социальных реформ, движений и революций и возглавляет его Северо-Западное отделение.
В 1994—2015 годах — заместитель председателя, а затем председатель диссертационного совета по историческим наукам Поморского государственного университета и Северного (Арктического) федерального университета.
В рамках международных исследовательских проектов работал в США, Великобритании, Германии, Норвегии, Финляндии, Швеции. Осуществляет руководство международными научными проектами по истории и проблемам развития Европейского Севера, Баренцева региона и Арктики.
Автор более 500 научных работ, опубликованных в России за рубежом. В 2000 году основал научный журнал «Вестник Поморского университета», был его главным редактором, в настоящее время является главным редактором журнала «Вестник Северного (Арктического) федерального университета» (серия «Гуманитарные и социальные науки»). В 2002—2009 годах был главным редактором международного «Баренц-журнала». Член редколлегии журнала циркумполярных исследований «Acta Borealia» (Тромсё), журнала для ученых «Клио» (Санкт-Петербург) и журнала «Historia provinciae (Журнал региональной истории)» (Череповец). Действительный член (академик) Российской академии естественных наук, с 2007 года — председатель Поморского регионального отделения РАЕН, член Президиума РАЕН.
Руководитель научной школы по социально-политической истории России XX века. Под руководством В. И. Голдина защищены 13 кандидатских и 7 докторских диссертаций.

## Награды и звания
За заслуги в научной и педагогической деятельности В. И. Голдину присвоены почетные звания: «Заслуженный деятель науки Российской Федерации», «Заслуженный работник высшей школы Российской Федерации», «Почетный работник высшего профессионального образования Российской Федерации». Лауреат премии Поморского государственного университета имени М. В. Ломоносова «За особый вклад в развитие университета».
Жизни, деятельности и научному творчеству В. И. Голдина посвящены 5 научных сборников, выпущенных в 2001—2016 годах.

## Основные работы
- Голдин В. И. Интервенция и антибольшевистское движение на Русском Севере, 1918—1920: монография / В. И. Голдин. — М.: Изд-во Моск. ун-та, 1993. — 198 с. ISBN 5-211-02939-9
- Белый Север, 1918—1920 гг.: мемуары и документы / изд. подгот. канд. ист. наук В. И. Голдин. — Архангельск: Правда Севера, 1993. Вып. 1 / сост., авт. вступ. ст. и коммент. канд. ист. наук В. И. Голдин. 1993. — 414 с. ISBN 5-85879-006-2
- Белый Север, 1918—1920 гг.: мемуары и документы / изд. подгот. канд. ист. наук В. И. Голдин. — Архангельск: [б. и.], 1993. Вып. 2 / сост., авт. вступит. ст. и коммент. В. И. Голдин. 1993. — 493 с. ISBN 5-85879-007-0
- Заброшенные в небытие. Интервенция на Русском Севере (1918—1919) глазами её участников: сборник / сост.: В. И. Голдин; предисл. В. И. Голдина и Дж. У. Лонга. — Архангельск: Правда Севера, 1997. — 503 с. ISBN 5-85879-032-1
- Голдин В. И. Россия в гражданской войне: очерки новейшей историографии: (вторая половина 1980-х — 90-е гг.) / В. И. Голдин; Помор. гос. ун-т им. М. В. Ломоносова. — Архангельск: Боргес, 2000. — 277 с. ISBN 5-7536-0062-X
- Голдин В. И. Поморский государственный университет имени М. В. Ломоносова на рубеже веков / В. И. Голдин, П. С. Журавлев. — Архангельск: ПГУ, 2000. — 274 c. ISBN 5-88086-223-2
- Голдин В. И. Армия в изгнании: страницы истории Рус. обще-воин. Союза / В. И. Голдин. — Мурманск: [Б. и.]; Архангельск: Солти, 2002. — 299 с. ISBN 5-7536-0103-0
- Голдин В. И. Роковой выбор. Русское военное зарубежье в годы Второй мировой войны / В. И. Голдин. — Архангельск; Мурманск: СОЛТИ, 2005. — 614 с. ISBN 5-7536-0147-2
- Голдин В. И. Русский Север в историческом пространстве российской гражданской войны / В. И. Голдин, П. С. Журавлев, Ф. Х. Соколова. — Архангельск: Солти, 2005. — 350 с. ISBN 5-7536-0161-8
- Голдин В. И. Солдаты на чужбине. Русский Обще-Воинский Союз, Россия и Русское Зарубежье в XX—XXI веках / В. И. Голдин. — Архангельск: Солти, 2006. — 794 с. ISBN 5-7536-0165-0
- Голдин В. И. Лихолетье. Судьба генерала М. Ф. Фастыковского: русский офицер, секретный агент, узник НКВД / В. И. Голдин. — Архангельск: Солти, 2006. — 306 с. ISBN 5-7536-0171-5
- Голдин В. И. Богатству Севера наукой прирастать. Научный комплекс Поморского университета и его роль в развитии Европейского Севера / В. И. Голдин. — М.: МГУ, изд-во Моск. ун-та; Архангельск: Помор. гос. ун-т, 2007. — 534 с. ISBN 978-5-88086-669-4
- Голдин В. И. Наука, науковедение и высшая школа / В. И. Голдин. — Архангельск: Солти, 2008. — 422 с. ISBN 5-7536-0223-1
- Голдин В. И. Латинская Америка: вехи истории и современность: монография / В. И. Голдин. — Мурманск: МГПУ, 2009. — 167 с. ISBN 978-5-88476-984-7
- Голдин В. И. Российская военная эмиграция и советские спецслужбы в 20-е годы XX века: монография / В. И. Голдин. — СПб.: Полторак; Архангельск: СОЛТИ, 2010. — 576 с. ISBN 5-7536-0369-6
- Голдин В. И. Гражданская война в России и военная эмиграция 20—30-х годов XX века: монография / В. И. Голдин. — Архангельск; Москва: Помор. ун-т, 2011. — 149 с. ISBN 978-5-88086-944-2
- Голдин В. И. Гражданская война в России сквозь призму лет: историографические процессы: монография / В. И. Голдин. — Мурманск: МГГУ, 2012. — 333 с. ISBN 978-5-4222-0140-2
- Голдин В. И. Экзотика нашей планеты. Очерки страноведения и международных отношений: наблюдения, впечатления, размышления: монография / В. И. Голдин. — Архангельск: Северный (Арктический) федеральный университет им. М. В. Ломоносова, 2014. — 564 с. ISBN 978-5-7536-0431-6
- Голдин В. И. Пинега: река и люди. Заметки и размышления походника / В. И. Голдин. — Архангельск: Кира, 2016. — 157 с. ISBN 978-5-98450-406-5
- Голдин В. И. Генералов похищали в Париже. Русское военное Зарубежье и советские спецслужбы в 30-е годы XX века / В. И. Голдин. — Москва: РИСИ, 2016. — 854 с. ISBN 978-5-7893-0241-5
- Голдин В. И. По странам и континентам: монография / В. И. Голдин. — Архангельск: САФУ, 2016. — 525 с. ISBN 978-5-261-01160-6
- Голдин В. И. Ученый и книга, или Сорок лет служения науке: монография / В. И. Голдин. — Архангельск: САФУ, 2016. — 168 с. ISBN 978-5-261-01161-3
- Голдин В. И. Человек на фоне войны, или жизнь и судьба лоцмана Бутакова. — Архангельск: САФУ, 2017. — 194 с. ISBN 978-5-261-01249-8
- Голдин В. И. Китайская мозаика: Китайская Народная Республика в начале XXI века. Архангельск: САФУ, 2017. — 242 с. ISBN 978-5-261-01271-9
- Голдин В. И. Север России на пути к Гражданской войне: Попытки реформ. Революции. Международная интервенция. 1900 — лето 1918. Архангельск: САФУ, 2018. — 619 с. ISBN 978-5-261-01325-9
- Голдин В. И. Мир в прошлом и настоящем: наблюдения, впечатления, размышления. Архангельск: САФУ, 2020. — 559 с. ISBN 978-5-261-01458-4
- Голдин В. И. На перекрестках памяти: монография. Архангельск: Лоция, 2021. — 496 с. ISBN 978-5-604-66821-4
- The Barents Region: A Transnational History of Subarctic Northern Europe. — Oslo: Pax, 2015. — 518 p. В соавторстве с Р. Р. Балсвик, Р. Хугосоном, М. Туоминеном. ISBN 978-82-530-3651-9[2].
- Naboer i frykt og forfentning: Norge og Russland 1917—2014. — Oslo: Pax, 2015. — 748 p.